# 海水魚
海水魚，俗稱鹹水魚或海魚，是常見的海洋生物，牠們是生活於海洋的魚類。海洋面積佔地球的四分之三，因此海水魚種類繁多，约有1.2万种，且物種散佈世界各地海洋或鹽水養殖區域。

## 甚麼是海水魚？
海水魚一般指所有居住於海洋中的魚類，但三文魚等於淡鹹水洄游魚類則不被包括。

## 身體構造

### 体型
个体最小的鱼类是微虾虎鱼，体长只有7.5～11.5毫米；最大的鱼类，如鲸鲨，可达20米。通常性成熟以前生长迅速，性成熟后，生长变缓慢，到了衰老期长度几乎不再变化。
- 鱼雷形，栖息于中层水域，最善于游泳，如金枪鱼等。
- 箭形，与鱼雷形相似，但身体更长，奇鳍后移，栖息于表层水中，善于游泳，如狗鱼。
- 侧扁形，鱼的背腹轴高度增加，左右两侧极扁，分为翻车鱼和比目鱼，分别栖息于近地层和底层。
- 蛇形，鱼的身体细长，横断面几乎为圆形，一般栖息于海底植物丛中，如鳗鲡、海龙等。
- 带形，鱼的身体高度延长为侧扁形，不善于游泳，如带鱼、皇带鱼等。
- 球形，鱼的身体几乎为球形，尾鳍一般不发达，如箱鲀、某些圆鳍鱼等。
- 纵扁形，背腹轴高度缩小，体型扁平，如各种鳐、鮟鱇等

### 體色
海水魚的體色有很多，一種魚可以有幾種色彩和條紋，通常都和周圍的生活環境有關。

### 运动和平衡器官
魚鰭擔當著魚類遊泳的必要工具，成对生长的有胸鰭和腹鰭，不成对的是背鰭、臀鰭和尾鰭。尾鳍有转向和推动作用，胸鳍帮助变换方向及停止游动，背鳍与臀鳍维持平衡和降低阻力。

## 食物鏈
植食性鱼以浮游植物为食，如遮目鱼、梭鱼和蓝子鱼；肉食性鱼如带鱼、石斑鱼和鲨鱼；杂食性鱼如斑鱼。按摄食食物的种类分为广食性鱼、狭食性鱼和单食性鱼。一般肉食性鱼类的肉质较好。

## 棲息地
- 沿海
  - 潮间带
  - 河口湾
  - 珊瑚礁
- 远洋带/大洋带
- 深海

## 繁殖
海洋肉食性鱼类的繁殖方式有卵生、卵胎生和胎生三种。海洋鱼类的寿命相差较大，鰕虎鱼和灯笼鱼寿命不到1年，而某些鲟鱼可活到100岁。有些鱼在第一次性成熟产完卵后，便全部死去，如大麻哈鱼和欧洲鳗鲡等。

### 卵生
绝大多数海洋鱼类属于卵生，体外受精。魚類交配後，雌魚便會產卵。而不同的魚種有不同的產卵方式：有些魚會大量產卵，例如翻車魚一次會產下三億個卵，但大部分的卵都會被吃掉；有些魚也是卵生的，但雌魚會一直守着牠的卵，這樣做可以使卵孵化率大大提高。

### 卵胎生
卵胎生的魚的卵子在体内受精，受精卵在肚子裏孵化成稚魚，但胚体的营养是依靠自身的卵黄供给，与母体无关系。例如海卿等魚種，所以存活率很高。

### 胎生
卵在母体内受精发育，其营养不仅来自本体的卵黄，也需要通过母体血液循环来供给。如灰星鲨。

### 魚卵
海洋鱼类产卵数量相差很大。某些鲨鱼仅产数粒大型卵，而翻车鱼则能产3亿粒浮性卵。一般来说，产卵后不護卵的鱼，产卵量较大，如真鲷产100万粒左右，鳗鲡产700～1500万粒。产卵后護卵的鱼，产卵量较小，如海马产卵数十粒到数百粒。

## 本能
與生俱來的技能。

### 洄游
洄游是一些海洋鱼类主动、定期、定向、集群的水平移动。溯河洄游是指在海洋中生活，繁殖期间到江河产卵。溯河鱼类都能很好的调节渗透压，血液中的盐分会发生变化，同时鳃部分泌细胞的功能也显著加强。

### 趨性
魚兒對單向環境的刺激，動物的定向行動反應，定型反應。有：
- 趨光性
- 趨電性
- 趨觸性 (趨固性)
- 趨化性
- 趨流性

## 海水魚之最
- 最大：鯨鯊，個性溫和，會濾食浮游生物
- 最有名最毒：石頭魚
- 最小食用：
- 十大兇猛：鯊魚

## 保護
人類經常利用的海水魚商業人工繁殖的數量僅約一成左右，海水魚大多採用撈捕，其實這些撈捕的品種中人工繁殖雖有成功案例，但成本相當高，實際上光照顧量產魚種的養護費用就已經相當高昂，因而海水魚類量產者才如此稀少。此外野外撈捕大量採用破壞性漁法，加上氣候的變遷，因而許多地方的海水魚面臨枯竭的問題，例如食用的鮪魚等等。